# بنه‌آباد
بنه آباد، روستایی از توابع بخش مرکزی شهرستان بافت در استان کرمان ایران است. مردم این روستا ترک زبانند و گویشهای روزمره آن‌ها به زبان ترکی است. شغل اصلی مردم این روستا دامداری و کشاورزی است. اهالی این روستا مردمی ساده زیست، مهمان نواز و سختکوش‌اند. آب و هوای این روستا در فصل پاییز و زمستان سرد و همراه با بارش برف و باران می‌باشد
و نیز در فصل تابستان نسبتاً گرم و معتدل است.
از محصولات و ثمره‌های معروف این روستا می‌توان به گردو، بادام، زردآلو، گیلاس، سیب درختی و انواع دیگری از میوه‌های تابستانی نام برد. یکی دیگر از محصولات مهم و معروف این روستا بنه یا همان پسته وحشی می‌باشد. این میوه محصول و نماد اصلی این روستا می‌باشد که در جنگل‌های وسیع و زیبای این روستا به صورت پراکنده و متراکم یافت می‌شود.
از دیگر ویژگی‌های مثبت این روستا می‌توان به خوش آب و هوا بودن ان اشاره نمود.
از دیگر محصولات کشاورزی این روستا می‌توان به گندم، جو، عدس، کرو، کنجد، نخود، ذرت، لوبیا، گوجه، خیار، کدو، بادمجان و … اشاره نمود.
همانگونه که اشاره شد شغل اصلی مردم میهمان نواز و مهربان این روستا کشاورزی و دامداری است.
محصولات دامداری این روستا شامل کشک محلی، دوغ محلی، ماست، کره، قره قروت، پنیرو.. می‌باشد.

## جمعیت
این روستا در دهستان فتح‌آباد قرار دارد و براساس سرشماری مرکز آمار ایران در سال ۱۳۸۵، جمعیت آن ۹۹ نفر (۲۵خانوار) بوده است.